# 185P/Petriew
185P/Petriew, komet Jupiterove obitelji, objekt blizu Zemlji